# NGC 7291
NGC 7291 је лентикуларна галаксија у сазвежђу Пегаз која се налази на NGC листи објеката дубоког неба.
Деклинација објекта је + 16° 47' 1" а ректасцензија 22h 28m 29,4s. Привидна величина (магнитуда) објекта NGC 7291 износи 13,5 а фотографска магнитуда 14,5. NGC 7291 је још познат и под ознакама UGC 12047, MCG 3-57-8, CGCG 452-15, NPM1G +16.0527, PGC 68944.